# Divisione mobile di polizia per operazioni speciali
La Divisione mobile di polizia per operazioni speciali (DMPOS; in ucraino Патрульна служба поліції особливого призначення?, Patrul'na služba policiї osoblyvoho pryznačennja – PSPOP) è un corpo di forze dell'ordine formato da volontari, parte del Ministero degli affari interni dell'Ucraina. Si occupa di condurre operazioni in caso di elevato pericolo per l'ordine pubblico e contro la resistenza armata, in particolare nell'ambito del conflitto in Donbass.

## Storia

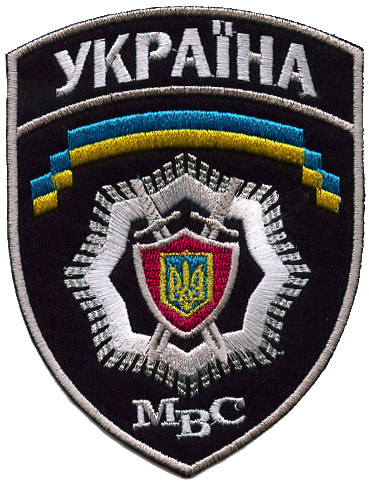
Vecchio scudetto omerale indossato sulla manica sinistra dai membri della PSMOP della Milizia fino alla sua trasformazione in PSOP nel 2015, in seno alla neocostituita Polizia nazionale ucraina. Gli scudetti omerali identificativi di reparto sono invece indossati sulla manica destra della tenuta operativa

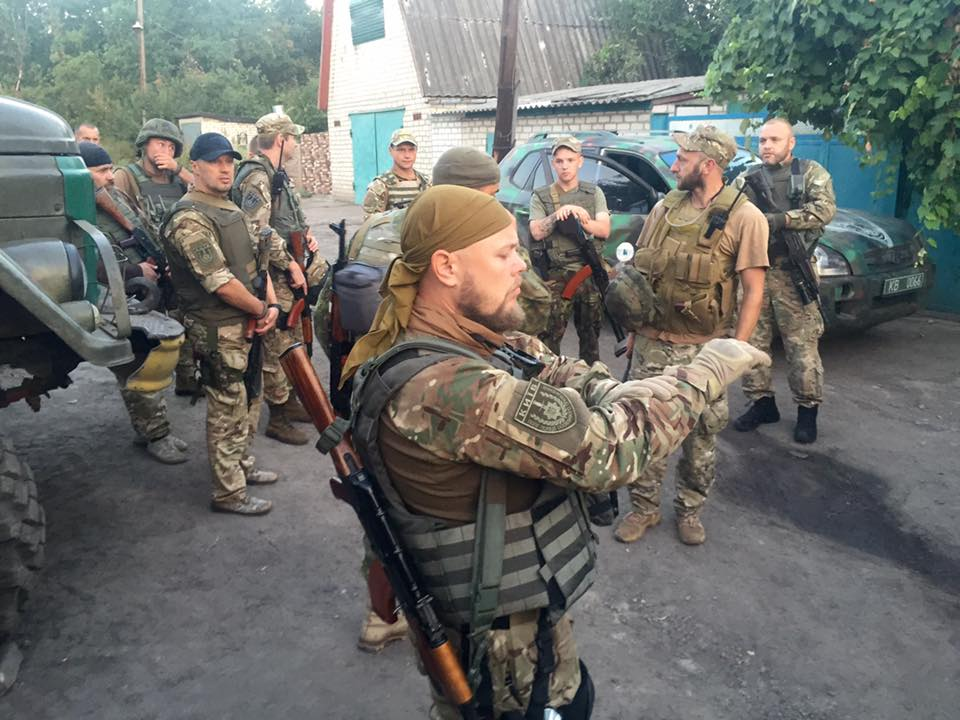
Volontari del battaglione "Kiev" schierati durante la guerra del Donbass

Il corpo venne fondato il 15 aprile 2014, in seguito all'occupazione russa della Crimea, per ordine del ministro degli interni Arsen Avakov. Vennero in totale create 56 unità, fra battaglioni e compagnie, di Milizia mobile per incarichi speciali (in ucraino: Батальйон Патрульної Служби Міліції Особливого Призначення). A partire dal 7 novembre 2015 la Milizia venne riformata, trasferendo alcuni battaglioni in seno alla Polizia, sciogliendone altri e costituendo l'attuale corpo per operazioni speciali con le rimanenti 22 unità. A partire dal 2016, esistono anche reggimenti di polizia per operazioni speciali, come ad esempio il "Dnipro-1". Nell'aprile 2022, in seguito all'invasione russa dell'Ucraina, nell'oblast' di Volinia si è costituito il nuovo Battaglione di polizia "Ovest" (in ucraino Батальйон поліції Захід?, Batal'jon policiї Zachid), interamente formato da volontari.
Nel febbraio 2023 il Ministero degli affari interni ha annunciato la creazione di un progetto, denominato Guardia Offensiva, al fine di creare 8 nuove brigate (riorganizzando unità già esistenti) con l'obiettivo dichiarato di contribuire a liberare l'intera Ucraina, compresa la Crimea. Sei di queste otto brigate sono appartenenti alla Guardia Nazionale, una alla Guardia di Frontiera e una alla Polizia per operazioni speciali, trattasi della Brigata d'assalto "Ljut".
Nel giugno 2024 la Polizia nazionale dell'Ucraina ha costituito tre brigate di fanteria sulla base rispettivamente del Dipartimento per le Attività Preventive (DPD), del Distaccamento consolidato "Chyžak" ("Predator") e delle unità di risposta rapida KORD. Il personale è stato sottoposto ad addestramento specializzato sotto la guida di ufficiali della Brigata d'assalto "Ljut". Sono stati inoltre formati 24 battaglioni di fucilieri, uno per ogni oblast' dell'Ucraina, composti da personale volontario proveniente da diversi servizi di polizia regionali.

## Lista di unità

### Unità attualmente attive
- Brigata d'assalto "Ljut"
- Brigata di polizia "Chyžak"[8]
- Brigata di polizia "Skelja"[9]
  -  Reggimento di polizia "KORD Dnipro"
  -  Reggimento di polizia "KORD Kiev"
  -  Battaglione di polizia "KORD Leopoli"
  -  Battaglione di polizia "Zachid"[3]
    -  Compagnia di polizia "Svitjaz"[10]
- Brigata fucilieri "Volja"[11]
- Reggimento di polizia "Kiev"
- Battaglione di polizia "Vinnycja"
- Battaglione di polizia "Ivano-Frankivs'k"
- Battaglione di polizia "Leopoli"
- Battaglione di polizia "Tempesta"
- Battaglione di polizia "Poltava"
- Battaglione di polizia "Charkiv"
- Battaglione di polizia "Černihiv"
- Compagnia di polizia "Sičeslav"
- Compagnia di polizia "Svjatoslav"
- Compagnia di polizia "Sumy"
- Compagnia di polizia "Ternopil"
- Compagnia di polizia "Corpo Orientale"
- Compagnia di polizia "Cherson"
- Compagnia di polizia "Bohdan"
- Compagnia di polizia "Est"

### Unità disciolte o riorganizzate
- Battaglione di polizia "Azov" (dopo pochi mesi riorganizzato come reggimento in seno alla Guardia nazionale)
- Battaglione di polizia "Mykolaïv" (riorganizzato nel Battaglione d'assalto "Tavr" della Brigata "Ljut")
- Battaglione di polizia "Kiev-1" (attualmente 1ª Compagnia del Reggimento "Kiev")
- Battaglione di polizia "Kiev-2" (attualmente 2ª Compagnia del Reggimento "Kiev")
- Battaglione di polizia "Cancello Dorato" (attualmente 3ª Compagnia del Reggimento "Kiev")
- Battaglione di polizia "Sič" (attualmente 4ª Compagnia del Reggimento "Kiev")
- Battaglione di polizia "Santa Maria" (attualmente 5ª Compagnia del Reggimento "Kiev")
- Battaglione di polizia "Donec'k-1" (attualmente 5ª Compagnia del Reggimento "Dnipro-1")
- Battaglione di polizia "Donec'k-2" (pianificato ma mai ultimato)
- Battaglione di polizia "Pacificatori" (attualmente 1ª Compagnia del Reggimento "Pacificatori" della Brigata "Ljut")
- Battaglione di polizia "Regione di Kiev" (attualmente 2ª Compagnia del Reggimento "Pacificatori" della Brigata "Ljut")
- Battaglione di polizia "Arpione" (attualmente 3ª Compagnia del Reggimento "Pacificatori" della Brigata "Ljut")
- Battaglione di polizia "Šachtar"
  -  Compagnia di polizia "Tornado" (attualmente 4ª Compagnia del Reggimento "Pacificatori" della Brigata "Ljut")
- Battaglione di polizia "Charkiv-1" (attualmente 1ª Compagnia del Battaglione "Charkiv")
- Battaglione di polizia "Charkiv-2" (attualmente 2ª Compagnia del Battaglione "Charkiv")
- Battaglione di polizia "Slobožanščina" (attualmente 3ª Compagnia del Battaglione "Charkiv")
- Battaglione di polizia "Kremenčuk" (attualmente 3ª Compagnia del Battaglione "Poltava")
- Battaglione di polizia "Artemivs'k"